# Plaza de los Tres Poderes

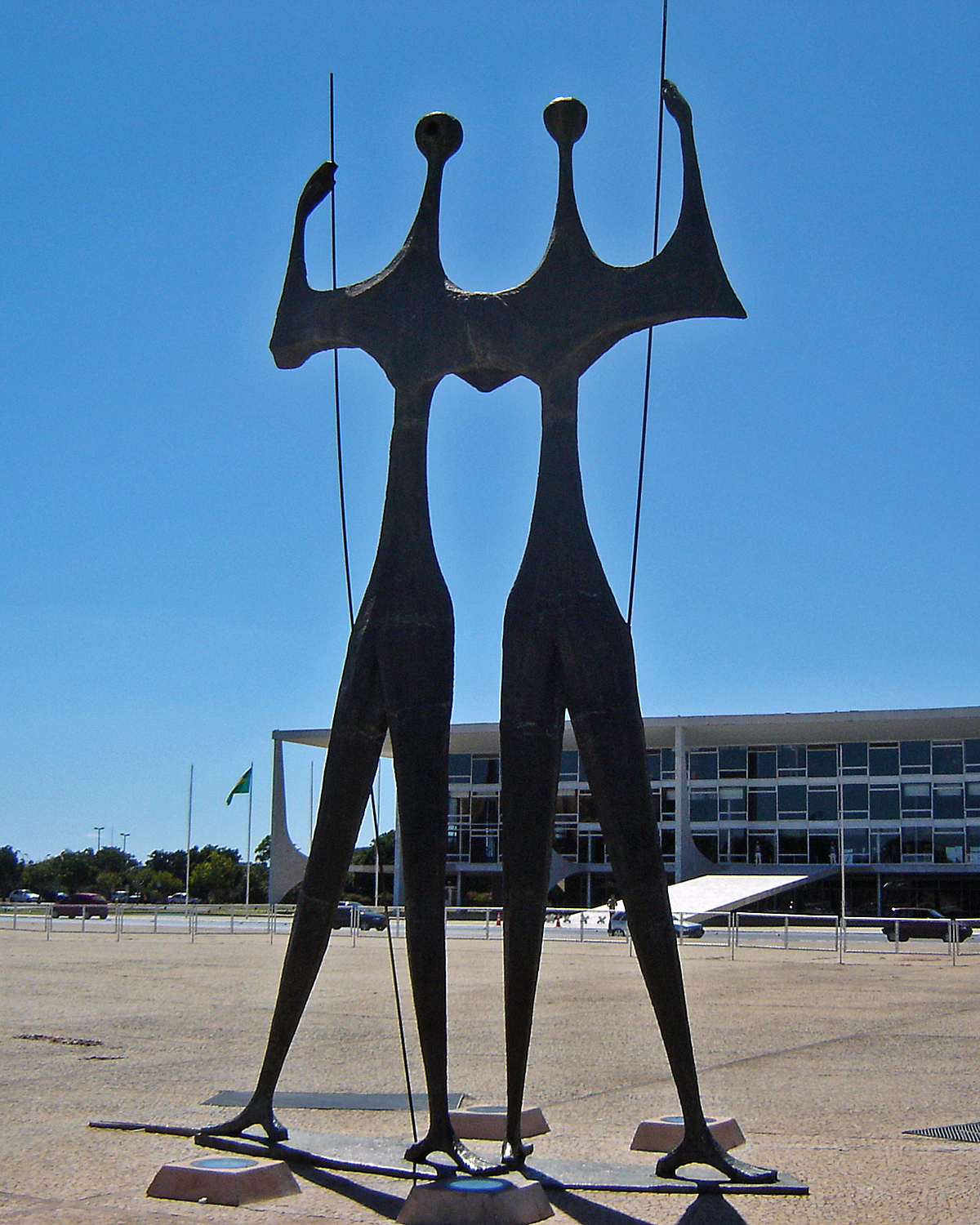
Los guerreros de Bruno Giorgi

La plaza de los Tres Poderes, en portugués Praça dos Três Poderes (ˈpɾasɐ dus ˈtɾes poˈdeɾis), es un espacio público abierto de Brasilia, capital de Brasil. El nombre deriva de las sedes de los tres poderes públicos que se encuentran alrededor de la plaza: el ejecutivo, representado por el Palacio de Planalto (sede presidencial); el legislativo, representado por el Congreso Nacional; y el judicial, representado por el Supremo Tribunal Federal. La plaza fue diseñada por Lúcio Costa y Oscar Niemeyer con proyectos estructurales de Joaquim Cardozo.

## Características
La plaza se encuentra en el extremo oriente del Plan Piloto; mide aproximadamente 120 x 220 metros, de modo que los edificios representativos de los poderes no sobresalgan entre los demás, en lo que se refiere al principio de que los poderes son armónicos e independientes y, por lo tanto, tienen el mismo peso.                                                                 
No es una plaza tradicional, no posee árboles ni ningún otro elemento que proporcione sombra a las personas que permanezcan en ella. De vegetación, solamente las palmeras imperiales que circundan la superficie del agua a la altura del Congreso Nacional. Como los edificios alrededor de la plaza, en las orientaciones norte y sur ocupan un área reducida en relación con el área total del terreno, se obtuvo un efecto escultórico impresionante. Durante la noche, causa expresivo efecto el juego de luces dirigidas a las columnas de los blancos palacios, sugiriendo estar suspendidos en el aire.                                                                 
Además de los palacios, la plaza de los Tres Poderes incluye las esculturas Los Guerreros de Bruno Giorgi (más conocido como El Candangos), considerado un símbolo de Brasilia, y La Justicia, de Alfredo Ceschiatti, delante de la Corte Suprema Federal. Todavía se puede ver la Pira de la Pátria y el Marco Brasilia, después de que la Unesco declaró la ciudad patrimonio de la humanidad. En el lado oriental de la plaza está el Museo Histórico de Brasilia, en cuya fachada se encuentra una escultura de la cabeza de Juscelino Kubitschek. El Pombal es una escultura en concreto diseñada por Niemeyer, encomendada por la primera dama Eloá Quadros, esposa del presidente Jânio Quadros.                                                                 
En el lado occidental está el Panteón de la Patria, construido en honor del presidente Tancredo Neves y que alberga los restos mortales de personalidades brasileñas. Su forma sugiere la imagen de una paloma. En la sala principal se puede admirar las vidrieras de Marianne Peretti y el panel sobre la Inconfidencia Minera, de João Câmara. En el Salón Rojo se puede apreciar el panel de Athos Bulcão.                                                                 
El Espacio Lúcio Costa, situado en la parte posterior de la Plaza de los Tres Poderes, muestra una maqueta de Brasilia de 179 metros cuadrados. 
El Espacio Oscar Niemeyer está en la parte posterior de la plaza. Es una edificación cilíndrica, con área de 433 m², donde se pueden admirar paneles, dibujos y fotos de las obras del arquitecto. A pesar de un poco alejado con relación a los demás monumentos, es considerado parte de la plaza. La plaza de los Tres Poderes es punto de visita turística y de concentraciones populares, no solo las cívicas, como el cambio de la guardia del palacio presidencial y la izada de la bandera, pero también es de las grandes manifestaciones de reivindicación y protesta. 
Lúcio Costa quería que la plaza de los Tres Poderes fuera un Versalles, no un Versalles del rey, sino un Versalles del pueblo. Su objetivo era enfatizar el contraste de la parte civilizada, de comando del país, con la naturaleza agreste del cerrado. Solo después de que estuvo lista, verificó que la Plaza de los Tres Poderes se asemeja a la plaza de la Concordia en París.                                                                 

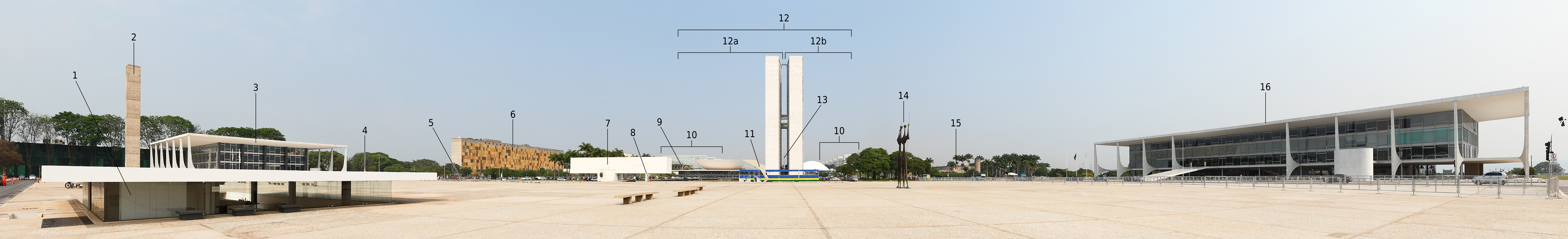
Plaza de los Tres Poderes

|     | Los números en la imagen corresponden a los números listados de sitios, museos y otras características. |
| 1   | Centro del visitante                                                                                    |
| 2   | Palomar por Oscar Niemeyer                                                                              |
| 3   | Supremo Tribunal Federal                                                                                |
| 4   | Escultura "La Justicia" por Alfredo Ceschiatti                                                          |
| 5   | Museo Espaço Lúcio Costa                                                                                |
| 6   | Cámara de Diputados de Brasil anexo IV                                                                  |
| 7   | Museo de la Ciudad                                                                                      |
| 8   | Monumento a Israel Pinheiro                                                                             |
| 9   | Palacio Itamaraty (Ministerio de Relaciones Exteriores de Brasil)                                       |
| 10  | Explanada de los Ministerios                                                                            |
| 11  | Monumento de la UNESCO                                                                                  |
| 12  | Congreso Nacional                                                                                       |
| 12a | Torre de la Cámara de Diputados de Brasil                                                               |
| 12b | Torre del Senado de Brasil                                                                              |
| 13  | Torre de televisión de Brasilia                                                                         |
| 14  | Escultura "Los Guerreros" (o "Los Candangos") por Bruno Giorgi                                          |
| 15  | Edificio anexo al Senado II                                                                             |
| 16  | Palacio del Planalto                                                                                    |

## Mástil especial

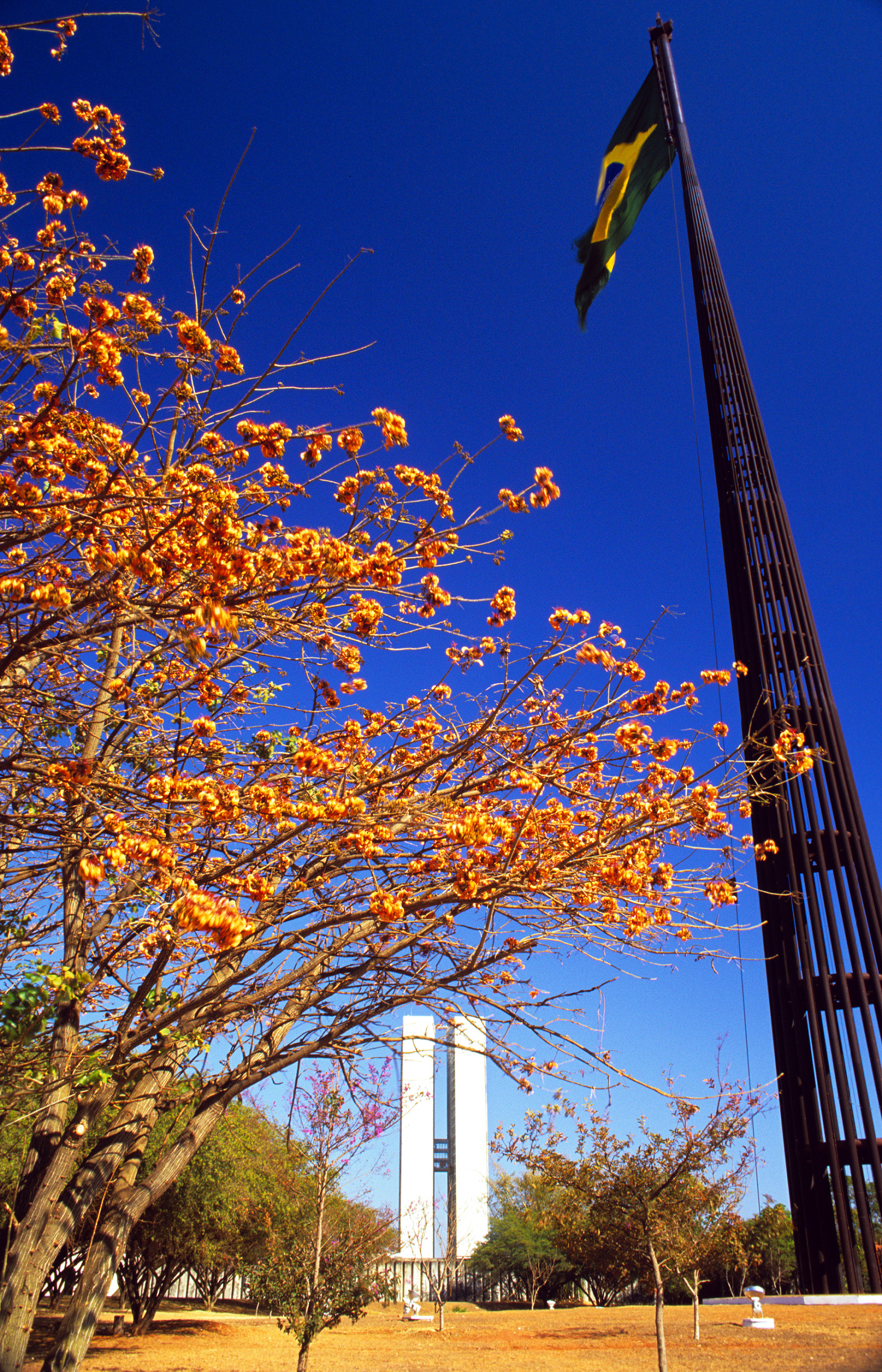
La bandera brasileña ondeando sobre la plaza.

La plaza también alberga el Mástil Especial de la plaza de los Tres Poderes, un monumento autoría de Sergio Bernardes en forma de obelisco de 100 m de altura con una bandera de Brasil en su cima. La Ley 5700/71 determina la presencia perenne de una bandera de Brasil de 280 m². El peso de la bandera es de unos 600 kilogramos y fue izada por primera vez el 21 de abril de 1960. La bandera es reemplazada el primer domingo de cada mes en presencia del Batallón Guardia Presidencial, Dragones de la Independencia, otras tropas y a veces el Presidente de Brasil.